# Дарницький районний суд міста Києва

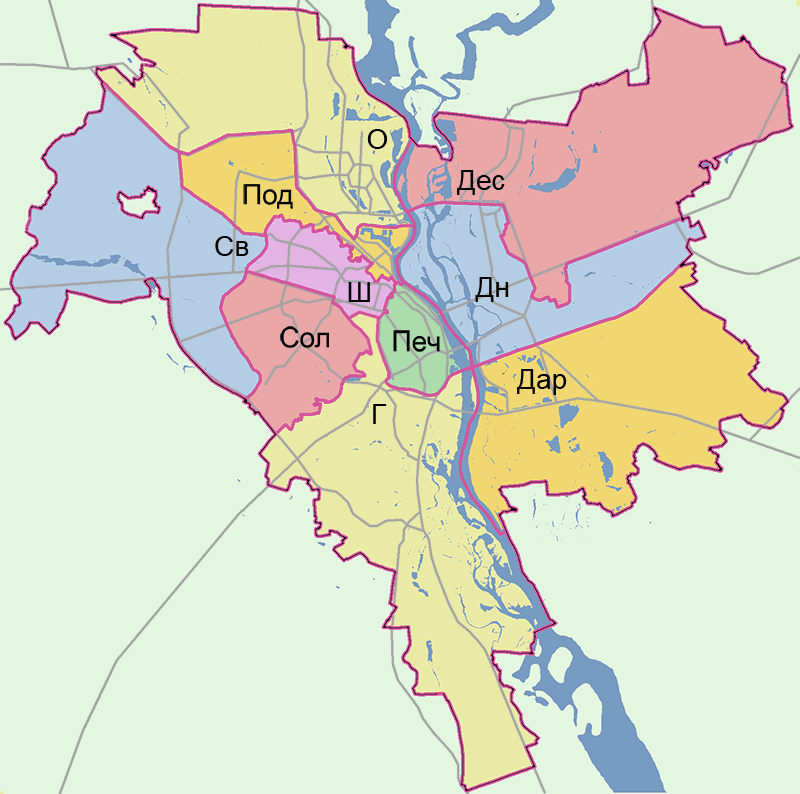
Дар — Дарницький район

Дарницький районний суд міста Києва — загальний суд першої інстанції, юрисдикція якого поширюється на Дарницький район столиці України — міста Києва.
Згідно з судовою реформою, передбачається ліквідація районних судів та створення замість них окружних. 29 грудня 2017 року видано Указ Президента України, яким Дарницький районний суд ліквідовано, а на його місці створений Другий окружний суд міста Києва. Проте, на даний час Указ не реалізований.

## Керівництво
Голова суду —
 Заступник голови суду, в.о. голови — Щасна Тетяна Василівна
 Керівник апарату — Реверук Вікторія Сергіївна

## Резонанс
- У червні 2017 року суд зобов'язав торгову мережу «Космо» здійснювати обслуговування активіста Святослава Літинського українською мовою. Це рішення підтримав суд апеляційної інстанції, залишивши його без змін[3].